# Caponata
La caponata (capunata in siciliano) è una pietanza tipica della cucina siciliana.

## Storia e descrizione
La caponata è un piatto a base di melanzane fritte a tocchetti con l'aggiunta di sedano, cipolla, olive, capperi e salsa di pomodoro, il tutto condito in agrodolce. Ne esistono numerose varianti, a seconda degli ingredienti.
Si tratta di un piatto diffuso in tutto il Mar Mediterraneo, che oggi è generalmente servito come contorno o antipasto, ma che intorno al XVIII secolo costituiva un piatto unico, accompagnato dal pane.
L'etimologia della parola è incerta. Una prima ipotesi fa riferimento al cappone di galera dei marinai: delle gallette inzuppate nell'acqua salata e condite con aglio, olio, aceto e cipolle.  Inoltre, le cauponae erano le taverne dei marinai, che farebbe pensare ad un cibo da taverna. Un'altra possibilità risale alla capponata, un ripieno con cui farcivano capponi e fagiani nella Sicilia ottocentesca.
Tasca Lanza fa risalire l'etimologia del piatto al pesce capone, termine siciliano per lampuga, un pesce dalla carne pregiata e asciutta, che veniva servito nelle tavole dell'aristocrazia condito con la salsa agrodolce. Il popolo, non potendo permettersi il costoso pesce, lo sostituì con le economiche melanzane.
Il linguista Pfister fa risalire il termine alla radice latina capp* (sminuzzare, tagliare in pezzi minuti). Questa ipotesi etimologica spiegherebbe la ricorrenza del prefisso cap- nella terminologia siciliana in riferimento al gesto del tritare: un esempio è la parola "capuliato", utilizzata nel sud-est dell'Isola per indicare un particolare trito di pomodori secchi o, nella zona di Palermo, per indicare il macinato di carne.
La caponata è inserita nell'elenco dei Prodotti agroalimentari tradizionali siciliani riconosciuti dal Ministero delle politiche agricole e alimentari.

## Varianti regionali
- Caponata palermitana: È la versione più semplice. Gli ingredienti sono: melanzane (la Violetta lunga palermitana o la Nera lunga), olive verdi o bianche, cipolla, sedano, capperi, salsa di pomodoro, olio, sale, aceto e zucchero. In alcune varianti si aggiungono basilico, pinoli e mandorle tostate grattugiate[10]. La ricetta originale prevede rigorosamente che le melanzane da friggere siano tagliate a tocchi non piccoli (circa 4–5 cm di lato), olive siciliane intere schiacciate e senza nocciolo (mai olive denocciolate tipo aperitivo), tocchetti di sedano ben visibili, capperi siciliani e agrodolce marcato, cipolle tagliate a pezzi piccoli.
- Caponata agrigentina: Gli ingredienti della versione agrigentina sono: melanzane, peperoni arramascati (a Roma i friggitelli), pomodoro, cipolla bianca o rossa, sedano, olive verdi, olive nere, capperi, aceto, zucchero, miele, peperoncino, melone estivo, basilico, pinoli, uvetta secca, pistacchi e mandorle (molto presenti nel territorio). Nei comuni del Platani, della Quisquina e del Magazzolo esistono due varianti: la prima, prettamente ciancianese, prevede la prevalenza di carciofi, oltre al pomodoro pelato, le olive verdi, il succo di limone, il sedano, e la cipolla; la versione di Bivona, invece, prevede di unire agli ingredienti di base della caponata sia pesche locali che pere di stagione[11].
- Caponata trapanese: Insieme a melanzane, peperoni, cipolle,  pomodori maturi, sedano, olive verdi, capperi, uvetta sultanina, aceto e zucchero vengono aggiunte le mandorle tostate[7].
- Caponata catanese: Si distingue dalle altre caponate per la predominanza della melanzana e del pomodoro, uniti a pinoli, uvetta sultanina e basilico fresco.[7]
  - Caponatina è il termine con il quale a partire dal 1916 venne chiamata una caponata che veniva prodotta nel catanese seguendo le tecniche di conservazione a lunga scadenza. La Caponatina, così chiamata per il piccolo contenitore in cui veniva prodotta, si differenzia dalla caponata perché la salsa agrodolce non è prevista, per l'aggiunta delle patate e per il taglio più piccolo degli ortaggi[12][13]. Si riportano per la caponatina i seguenti ingredienti: melanzane, pomodori pelati, peperoni, patate, cipolle, aglio, olio, sale, pepe, caciocavallo ragusano a pezzetti e vino bianco. In alcune ricette gli ortaggi non vengono fritti come nella caponata classica, ma la cottura avviene nel forno[14].
- Caponata messinese: La ricetta messinese si differenzia per la presenza del pomodoro pelato anziché della salsa[15]. Il pomodoro intero, rimanendo compatto, permette alla caponata di non essere "colorata" dalla salsa al pomodoro e, quindi di mettere in evidenza gli ortaggi di cui è composta, il che fa sì che non essendo gli ortaggi immersi nel sugo al pomodoro abbiano un sapore molto più diversificato ovvero, anche se il contesto dei sapori è simile alla ricetta classica, sono più facilmente distinguibili i sapori dei singoli ortaggi. La caponata messinese viene guarnita con alcune foglie di basilico.Variante di Caponata con peperoni

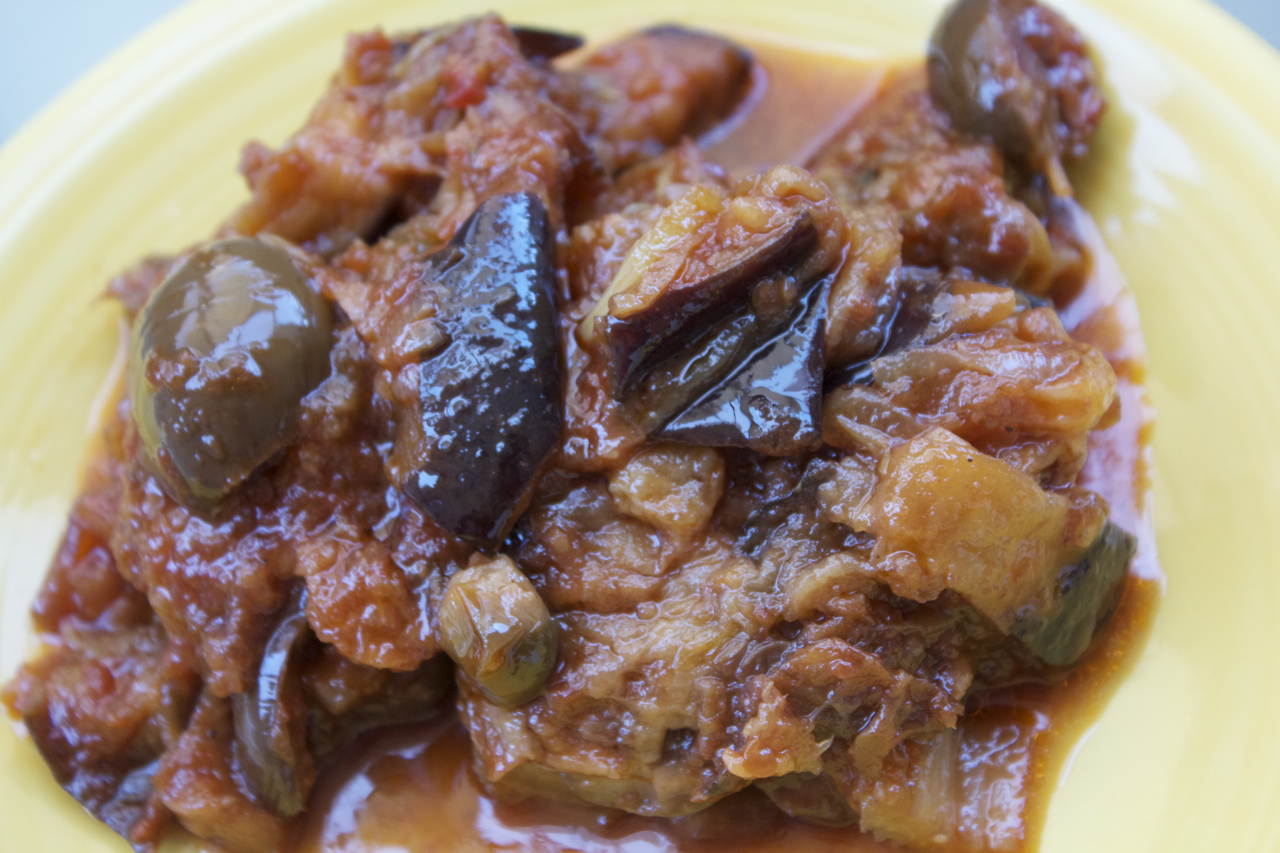
Variante di Caponata con peperoni

## Varianti del Mediterraneo
Tutte le varianti della pietanza sono accomunate dal gesto culinario del dadolare (dadolata), oltre che dalla comunanza di alcuni ingredienti.
- Pisto manchego (Spagna)
- Pipérade (Paesi baschi)
- Kapunata (Malta)
- Canazzo (Sicilia)
- Cianfotta (Salerno)
- Imam byaldi (Turchia)